# Bão Jal (2010)
Bão Jal năm 2010, đã từng là một áp thấp nhiệt đới yếu trên Biển Đông, hình thành ngày 31 tháng 10 tại vùng biển phía nam tỉnh Cà Mau, vào Bắc Ấn Độ Dương ngày 1 tháng 11 rồi mạnh thành bão nhiệt đới trên khu vực bắc Ấn Độ Dương. Bão Jal suy yếu ngay trên bờ biển phía đông Ấn Độ, sau đó di chuyển vào đất liền Ấn Độ và tan dần.

## Cấp bão
- Cấp bão (Việt Nam): cấp 6 - áp thấp nhiệt đới.
- Cấp bão (Nhật Bản): 30 hải lý / 1 giờ - áp thấp nhiệt đới. Áp suất:1006 mbar (hPa) [(60 hải lý / 1 giờ - bão xoáy dữ dội) theo cấp bão (IMD - Cục Khí tượng Ấn Độ). Áp suất:988 mbar (hPa)].
- Cấp bão (Hoa Kỳ): 30 hải lý / 1 giờ - áp thấp nhiệt đới. [(55 hải lý / 1 giờ - bão nhiệt đới) tại Bắc Ấn Độ Dương].
- Cấp bão (Ấn Độ): Bão nhiệt đới dữ dội (tại Bắc Ấn Độ Dương).

## Lịch sử khí tượng
Vào ngày 12 tháng 10, một sự xáo trộn đã hình thành ở Biển Đông, ngay ngoài khơi bờ biển phía đông của Borneo. Trong vài ngày tới, hệ thống đã đi vào biên giới phía đông Ấn Độ Dương và tăng cường nhẹ. Ngay khi hệ thống đi vào biên giới phía đông của Vịnh Bengal vào ngày 1 tháng 11, IMD đã ngay lập tức nâng cấp sự xáo trộn thành một áp thấp nhiệt đới, bởi vì hệ thống đã tự tổ chức vào ngày 31 tháng 10, một ngày trước khi hệ thống xâm nhập vào khu vực trách nhiệm của IMD. Sau đó vào ngày 1 tháng 11, hệ thống bắt đầu có dấu hiệu xa hơn, nhưng tổ chức chậm, vì nó tiếp tục di chuyển chậm về phía tây. vào ngày 2 tháng 11, Cục Khí tượng Malaysia (MMD) cũng đã đưa ra lời cảnh báo đầu tiên của họ về áp thấp nhiệt đới, và gọi đơn giản là áp thấp. Sau đó vào ngày hôm đó, IMD báo cáo rằng hệ thống đã suy yếu thành một vùng áp thấp. Cuối ngày 3 tháng 11, Trung tâm Cảnh báo Bão Liên hợp (JTWC) đã đưa ra cảnh báo hình thành bão nhiệt đớ. Đầu ngày 4 tháng 11, Cục Khí tượng Ấn Độ (IMD) đã nâng cấp áp thấp nhiệt đới thành áp thấp sâu cho nó với số hiệu là "BOB 05". Ngày hôm đó, Trung tâm Cảnh báo Bão Liên hợp (JTWC) đã chỉ định hệ thống này là Bão nhiệt đới 05B. Sau đó, áp thấp sâu mạnh hơn nữa, khiến IMD nâng cấp nó thành một cơn bão xoáy trung bình và được đặt tên là "Jal". Cơn bão tiếp tục tăng cường và trở thành một cơn bão xoáy dữ dội vào ngày 6 tháng 11. Ngay sau đó, nó đã được JTWC nâng cấp thành bão cấp 1. Vào ngày 7 tháng 11, Jal bắt đầu suy yếu. Ngay sau đó, IMD đã báo cáo rằng Jal giảm cấo thành bão xoáy trung bình. Cuối ngày hôm đó, JTWC đã hạ Jal thành một cơn bão nhiệt đới. Cuối cùng ngày, IMD báo cáo rằng cơn bão đã suy yếu thành một áp thấp sâu. Như một sự thành áp thấp nhiệt đới, đổ bộ tại tại Chennai, một vài giờ sau đó. Hệ thống tiếp tục suy yếu và trở thành vùng áp thấp vào đầu giờ ngày 8 tháng 11. Vùng áp thấp tiếp tục suy yếu và tan dần trên đất liền Ấn Độ.